# Ibon Sarasola
Ibon Sarasola Errazkin (San Sebastián, Guipúzcoa, 11 de julio de 1946) es un escritor en lengua vasca. Es catedrático de la Universidad del País Vasco y miembro de número de la Real Academia de la Lengua Vasca.

## Biografía
Como poeta, es autor de Poemagintza ("Construcción del poema", 1969): su poesía ya no tiene una intención social, sino que describe un proyecto individual. Como narrador se enmarca en la corriente del realismo objetivista, con obras como Jon eta Ane zigarro bat erretzen ("Juan y Ana fumando un cigarro", 1977). Es también un importante crítico e historiador de la literatura en euskera, con obras como Historia de la literatura vasca (1971) y La literatura vasca en cifras (1975).
Participó como uno de los redactores principales y dirigió el equipo que elaboró una de las obras magnas de Euskaltzaindia, el Diccionario General Vasco (Orotariko Euskal Hiztegia) iniciado por Koldo Mitxelena, de dieciséis tomos y 125.987 entradas.
En 2005, publicó el diccionario castellano-euskera Zehazki Hiztegia  con 100.000 entradas, disponible en red en el Instituto de Euskera de la UPV/EHU y en 2007 participó en la elaboración de los diccionarios de red Hiztegi Batua Euskal Prosan (HBEP) y Egungo Euskararen Hiztegia (EEH), el diccionario de euskera moderno más extenso que existe en la actualidad, con centenares de miles de ejemplos, publicados ambos por el Instituto de Euskera de la UPV/EHU. Es el lexicógrafo vasco más importante en la actualidad y autor asimismo de obras de ensayo sobre la lengua vasca, como Euskara batuaren ajeak (Los defectos del euskera unificado).

## Distinciones
- 2011 - Premio Euskadi de Investigación[6]